# Gekko romblon
Gekko romblon là một loài thằn lằn trong họ Gekkonidae. Loài này được Brown & Alcala mô tả khoa học đầu tiên năm 1978.